# Barbara Bittnerówna

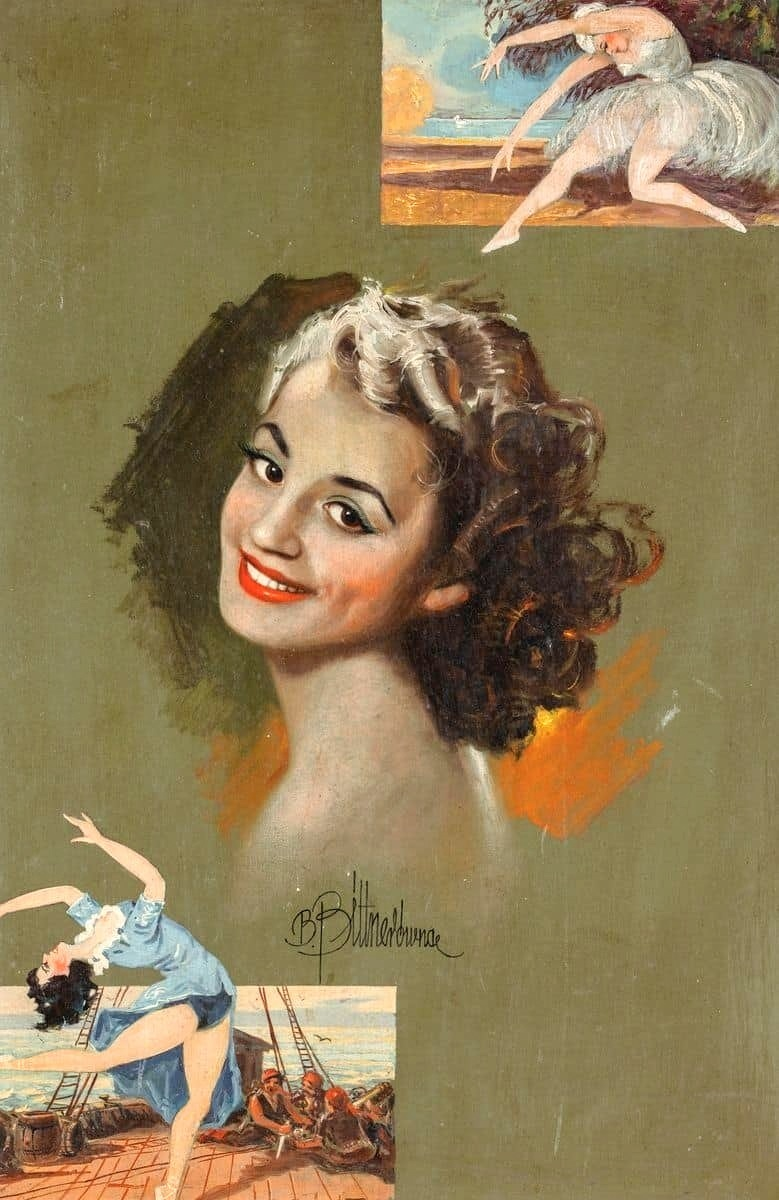
Portret Barbary Bittnerówny autorstwa Wacława Chodkowskiego z 1940 roku

Barbara Bittnerówna, właśc. Barbara Jadwiga Bittner-Finze (ur. 4 września 1924 we Lwowie, zm. 4 kwietnia 2018 w Konstancinie-Jeziornie) – polska tancerka, primabalerina Opery Poznańskiej, Opery Śląskiej w Bytomiu, Opery Warszawskiej, Opery Krakowskiej i Operetki Warszawskiej.

## Kariera artystyczna
Nauki tańca brała na prywatnych lekcjach u Stanisława Faliszewskiego we Lwowie, później w prywatnej szkole Zygmunta Dąbrowskiego w Warszawie. Jako cudowne dziecko już w wieku 11 lat występowała na deskach Teatru Wielkiego we Lwowie. W latach 1939–1944 występowała w Warszawie. Po wojnie, od 1946 do 1949 była primabaleriną Opery Poznańskiej, w latach 1949–1951 primabaleriną Opery Śląskiej w Bytomiu, a od 1951 do 1956 primabaleriną Opery Warszawskiej, gdzie jako pierwsza w Polsce kreowała rolę tytułową w Romeo i Julii Prokofiewa w choreografii Jerzego Gogóła. W 1956 zdobyła w duecie z Witoldem Grucą I nagrodę na Międzynarodowym Konkursie Tańca w Vercelli we Włoszech.
Po rozstaniu z Operą Warszawską tańczyła w znanym duecie estradowym z Witoldem Grucą, zarówno w kraju, jak na wielu scenach zagranicznych. W latach 1960–1966 występowała w Teatrze Małych Form „Arabeska”. W latach 1963–1964 była też gościnną primabaleriną Opery Krakowskiej. Pod koniec kariery scenicznej, w latach 1966–1971 była primabaleriną Operetki Warszawskiej. W ciągu długiej kariery tanecznej jej partnerami scenicznymi byli również: Feliks Parnell, Stanisław Szymański, Jerzy Kapliński, Zbigniew Kiliński, Bronisław Kropidłowski, Wojciech Wiesiołłowski i Stanisław Iskra.
Od 1970 współpracowała przez kilka lat z teatrami muzycznymi i dramatycznymi w zakresie reżyserii ruchu scenicznego i choreografii. Od 1946 była żoną tancerza i choreografa Jerzego Kaplińskiego (1909–2003), a po rozwodzie, w 1952 poślubiła śpiewaka-tenora Lesława Finze (1918–1998). W 1993 przeniosła się wraz z mężem do Domu Artystów Weteranów Scen Polskich w Skolimowie (Konstancin-Jeziorna), gdzie Lesław Finze zmarł 23 grudnia 1998. Po śmierci męża artystka skupiła się na pracy nad autobiografią, którą wydała w 2004 pt. Nie tylko o tańcu. W Domu Artystów Weteranów dożyła sędziwego wieku i zmarła tam 4 kwietnia 2018. Pochowana została na cmentarzu w Skolimowie.

## Najważniejsze role

### Opera Poznańska
- 1946: Księżna Nocy – Bajka, choreografia Jerzy Kapliński
- 1946: Modniarka – Bagatela, choreografia Jerzy Kapliński
- 1947: Narzeczona – Harnasie, choreografia Jerzy Kapliński
- 1947: Zosia – Cagliostro w Warszawie, choreografia Jerzy Kapliński
- 1947: Szeherezada – Szeherezada, choreografia Jerzy Kapliński
- 1947: Solistka – Serenada Mozarta, choreografia Jerzy Kapliński
- 1948: Dziwożona – Swantewit, choreografia Jerzy Kapliński
- 1949: Róża i Kogut – Od bajki do bajki, choreografia Jerzy Kapliński

### Opera Śląska
- 1949: Swanilda – Coppélia, choreografia Jerzy Kapliński
- 1949: Kogut – Zielony kogut, choreografia Jerzy Kapliński
- 1950: Modniarka – Bagatela, choreografia Jerzy Kapliński
- 1950: Ziemia – Rapsod, choreografia Jerzy Kapliński
- 1951: Zarema – Fontanna Bachczysaraju, choreografia Jerzy Gogół

### Opera Warszawska
- 1952: Panna Młoda – Harnasie, choreografia Stanisław Miszczyk
- 1952: Romans – Serenada Karłowicza, choreografia Stanisław Miszczyk
- 1954: Julia – Romeo i Julia Prokofiewa, choreografia Jerzy Gogół

### Opera Krakowska
- 1963: Julia – Romeo i Julia Czajkowskiego, choreografia Jerzy Kapliński
- 1964: Dziewczyna – Harnasie, choreografia Eugeniusz Papliński

### Operetka Warszawska
- 1967: Ona – Różowe balety, choreografia Jerzy Kapliński
- 1967: Modniarka – Bagatela, choreografia Jerzy Kapliński
- 1968: Swanilda – Coppelia, choreografia Jerzy Kapliński

## Ordery i odznaczenia
- Order Sztandaru Pracy I klasy (1976)
- Złoty Krzyż Zasługi (1954)
- Złoty Medal „Zasłużony Kulturze Gloria Artis” (22 marca 2007)[5]
- Odznaka tytułu honorowego „Zasłużony dla Kultury Narodowej” (1987)
- Odznaka „Zasłużony Działacz Kultury” (dwukrotnie: 1974, 1996)
- Odznaka Honorowa Miasta Poznania (1979)

Źródło:.

## Nagrody
- 1947: Nagroda Artystyczna miasta Poznania
- 1951: I Nagroda I Festiwalu Muzyki Polskiej w Warszawie
- 1952: Nagroda Państwowa II stopnia za osiągnięcia w dziedzinie tańca artystycznego w Państwowej Operze Śląskiej w Bytomiu[6]
- 1956: Primo Premio Assoluto Międzynarodowego Konkursu Muzyki i Tańca w Vercelli (Włochy) w duecie z Witoldem Grucą
- 2003: Statuetka Terpsychory za wybitne osiągnięcia w dziedzinie baletu od Związku Artystów Scen Polskich

Źródło:.